# Ivica Vastić
Ivica Vastić (Split, Croacia, 29 de septiembre de 1969) es un exfutbolista y entrenador croata nacionalizado austriaco. Jugaba de delantero y su último equipo fue el LASK Linz. Además, es el padre del actual futbolista austriaco Toni Vastić.

## Trayectoria
Vastić empezó su carrera profesional en el RNK Split de Croacia. En 1991 se trasladó a Austria para jugar en el First Vienna, SKN Sankt Pölten y VfB Admira Wacker Mödling. En 1994 jugó durante media temporada en el MSV Duisburgo de la Primera división alemana, con el que disputó 10 encuentros.
Regresó a Austria, donde militó durante ocho temporadas en el SK Sturm Graz, consiguiendo dos Ligas, tres Copas y tres Supercopas de Austria, además de ser dos veces máximo goleador de la Liga (1996 y 2000). En 1996 se le concedió la doble nacionalidad.
En la temporada 02-03 jugó en el Nagoya Grampus Eight de la J1 League japonesa, y en 2003 regresó a Austria y jugó en el Austria de Viena, con el que ganó una Copa y una Supercopa.
En 2005 fichó por el LASK Linz, que ese año militaba en la Segunda división, y logró el ascenso a la Bundesliga en 2007. En la temporada 07-08 fue el máximo goleador de su equipo en Liga, con 13 tantos.

## Selección nacional
Ivica Vastić fue convocado con la selección croata en 1995, pero no llegó a debutar. Al año siguiente aceptó jugar con la camiseta austriaca. 
Fue internacional con la selección de fútbol de Austria en 50 ocasiones y marcó un total de 14 goles. Su debut como internacional se produjo el 27 de marzo de 1996 en el partido Austria-Suiza. En su quinto partido internacional, contra Estonia, marcó su primer gol.
Participó con Austria en el Mundial de Francia de 1998, donde disputó los tres partidos de la primera fase y anotó el gol del empate final (1-1) contra Chile en el tiempo añadido. Austria quedó eliminada en dicha primera ronda, tras haber perdido con Italia, mientras que Chile rescató un punto frente a Camerún.
Ivica Vastić fue convocado por su selección para disputar la Eurocopa de Austria y Suiza de 2008, convirtiéndose en el jugador de más edad que participó en el torneo, con 38 años. Jugó dos partidos, ninguno como titular, y marcó un gol a Polonia en el minuto 92 de penalti, que fue el único de Austria en el torneo e hizo de Vastić el jugador más veterano en marcar en una Eurocopa.

### Participaciones en Copas del Mundo
| Mundial                        | Sede    | Resultado    | PJ | Goles |
| ------------------------------ | ------- | ------------ | -- | ----- |
| Copa Mundial de Fútbol de 1998 | Francia | Primera fase | 3  | 1     |

## Clubes

### Como futbolista
| Club                            | País       | Año       |
| ------------------------------- | ---------- | --------- |
| RNK Split                       | Yugoslavia | 1989-1991 |
| First Vienna Football Club 1894 | Austria    | 1991-1992 |
| SKN St. Pölten                  | Austria    | 1992-1993 |
| Admira Wacker                   | Austria    | 1993      |
| MSV Duisburgo                   | Alemania   | 1994      |
| SK Sturm Graz                   | Austria    | 1994-2002 |
| Nagoya Grampus Eight            | Japón      | 2002-2003 |
| FK Austria Viena                | Austria    | 2003-2005 |
| LASK Linz                       | Austria    | 2005-2009 |

### Como entrenador
| Club                            | País    | Año       |
| ------------------------------- | ------- | --------- |
| FC Waidhofen/Ybbs               | Austria | 2009-2010 |
| FK Austria Viena                | Austria | 2011-2012 |
| SV Gaflenz (Segundo entrenador) | Austria | 2013      |
| SV Gaflenz                      | Austria | 2013      |
| SV Mattersburg                  | Austria | 2013-2017 |
| Austria Viena sub-16            | Austria | 2018-     |

## Palmarés

### Como jugador

#### Campeonatos nacionales
| Título               | Club             | País    | Año  |
| -------------------- | ---------------- | ------- | ---- |
| Copa de Austria      | SK Sturm Graz    | Austria | 1996 |
| Supercopa de Austria | SK Sturm Graz    | Austria | 1996 |
| Copa de Austria      | SK Sturm Graz    | Austria | 1997 |
| Bundesliga           | SK Sturm Graz    | Austria | 1998 |
| Supercopa de Austria | SK Sturm Graz    | Austria | 1998 |
| Bundesliga           | SK Sturm Graz    | Austria | 1999 |
| Copa de Austria      | SK Sturm Graz    | Austria | 1999 |
| Supercopa de Austria | SK Sturm Graz    | Austria | 1999 |
| Supercopa de Austria | FK Austria Viena | Austria | 2004 |
| Copa de Austria      | FK Austria Viena | Austria | 2005 |

### Distinciones individuales
| Distinción                                  | Años                |
| ------------------------------------------- | ------------------- |
| Máximo goleador de la Bundesliga de Austria | 1996 2000           |
| Futbolista del año en Austria               | 1995 1998 1999 2007 |